# US Indoors 1979
Lo US Indoors 1979 è stato un torneo di tennis giocato sul sintetico indoor. È stata la 72ª edizione del torneo, che fa parte del WTA Tour 1979. Si è giocato a Minneapolis negli USA dal 1° al 7 ottobre 1979.

## Campionesse

### Singolare
Evonne Goolagong Cawley ha battuto in finale  Dianne Fromholtz Balestrat con il punteggio di 6–3, 6–4

### Doppio
Billie Jean King /  Martina Navrátilová hanno battuto in finale  Betty Stöve /  Wendy Turnbull con il punteggio di 6–4, 7–6